# 小事情 (1世代歌曲)
《小事情》，是英國-愛爾蘭男子團體1世代的一首歌曲，收錄於他們的第2張錄音室專輯《青春滿屋》中。歌曲於2012年12月3日由賽科音樂正式發行為專輯的第2支單曲。歌曲由費歐娜·貝文和紅髮艾德創作，並由傑克·高斯林製作。2012年，希兰與1世代在錄音室工作時，貝文將歌曲传給他們听，隨後團體決定錄製這首歌曲。《小事情》是一首中速的流行和民謠歌曲，其歌词围绕着可以讓一個人變得獨特的一些小事展开。
歌曲獲得了主流樂評褒贬不一的评价。一些樂評人認為其较为成熟，而还有乐评人则认为歌曲不適合由1世代演唱。歌曲在英國單曲榜獲得了冠軍，是團體在英國的第2支冠軍單曲。除此以外，歌曲在澳大利亞、愛爾蘭和紐西蘭進入了前十名，在其它大部分國家也進入了前40名。歌曲以1,000,000份銷量已被美國唱片業協會認證為白金唱片。
《小事情》的音樂錄影帶由沃恩·阿內爾導演，以黑白效果錄製，具有纯粹主義的風格。錄影帶發行後收穫了評論的好評，評論稱讚其很好地襯托了歌曲。1世代在許多場合現場表演了歌曲，包括美國版X音素和英國版X音素以及他們的三次巡演：青春滿屋巡迴演唱會、青春在哪裡巡迴演唱會和青春再前進巡迴演唱會。

## 背景与发行

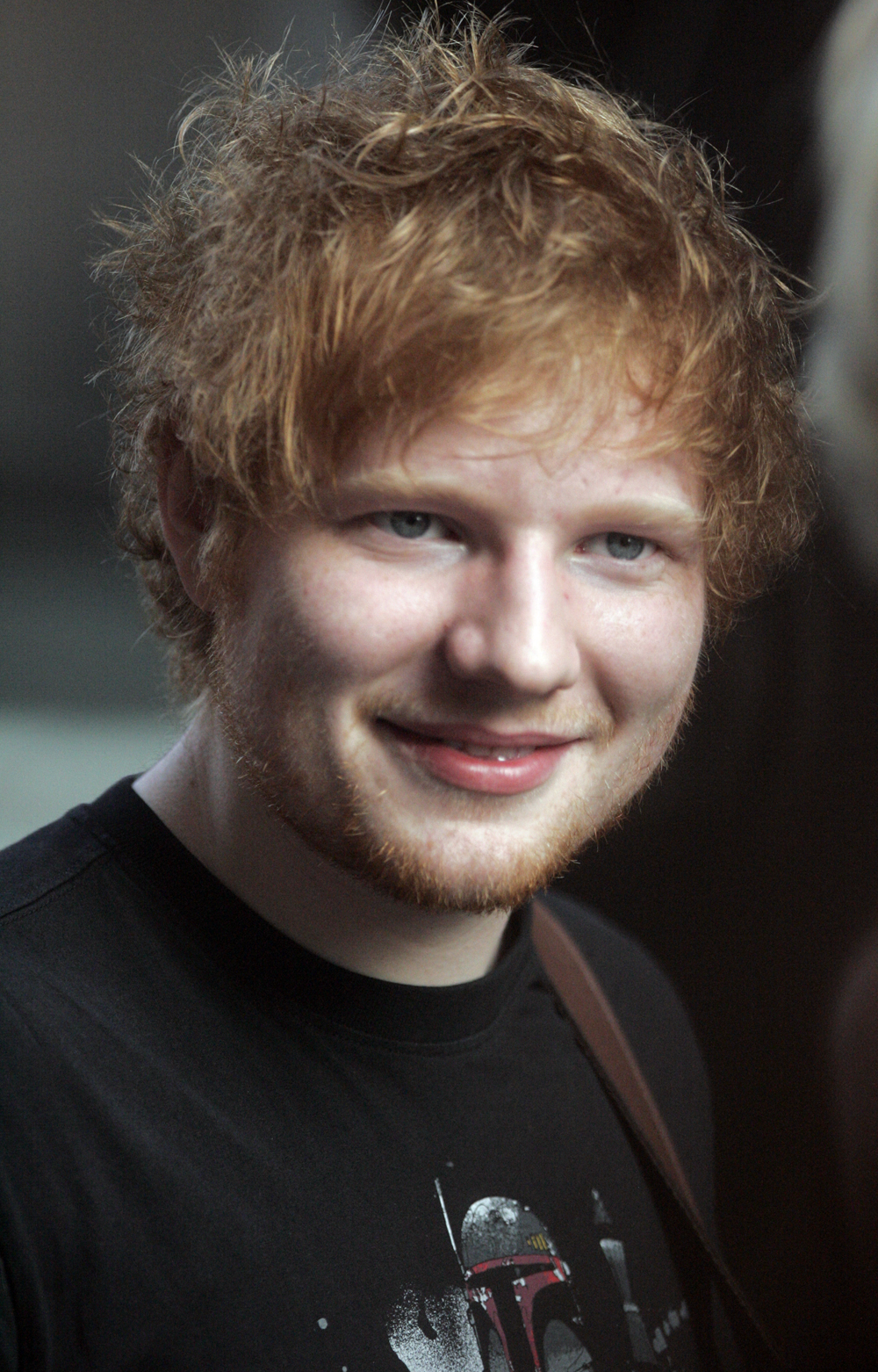
词曲创作者紅髮艾德。

《小事情》由紅髮艾德与費歐娜·貝文共同创作，其制作则由傑克·高斯林负责。2012年2月，1世代称有兴趣与希兰合作创作组合的第2张录音室专辑。6月，希兰公開表示1世代将录制两首他创作的歌曲。10月15日，路易·湯姆林森通過Twitter證實，《青春满屋》的第二支單曲將是《小事情》。同月25日，希兰在参与英国电台Capital FM采访时表示：“我十七岁时和一个叫費歐娜·貝文的女孩写了这首歌，但我们把歌弄丢了。我一直与費歐娜保持联系，我们一起做了一些短时的工作并创作出了一些东西，然后大概两个月前，她发给我了一首歌的旋律说：‘噢，你还记得这个吗？’我说：‘肯定啊，我当然记得这个’。我当时正和1世代的男孩们在录音室里，我把它放了出来，他们说：‘我们真喜欢它’。这首歌有我写过的歌中最喜欢的歌词之一。”

## 词曲
《小事情》是一首中速流行和民谣歌曲，时长3分39秒。歌曲以G大调创作，拍號為每分鐘110拍。1世代在歌曲中的音域范围为A3到D5。歌曲的乐器编成包括吉他和弦、钢琴与人聲等。歌曲利用了原音吉他反覆演奏即興段和主唱的转音。其歌词围绕着可以讓一個人變得獨特的一些小事情展开。2012年9月，在接受MTV新闻的采访时，希兰戏称歌曲“描写的是一个人身上最好的事情，（而这些事情却）是你不想拥有的。”他又表示《小事情》是一首有关“欣赏的歌，”最后总结称：“17岁的艾德写了许多首情歌”。

## 乐评与奖项
《小事情》获得了乐评褒贬不一的评价。《娱乐周刊》的格雷迪·史密斯认为歌曲的歌词“方向极度错误”，偏离了1世代的受众喜好。HitFix的梅琳達·紐曼对歌词内容有着两极化的看法，写道歌词表达了女生希望男生看不见她们身上的缺点或者对她们的缺点视而不见。《獨立報》的凯特·威尔斯和《滾石》的喬恩·杜兰均批评歌词内容没有针对团体的受众。About.com的比尔·兰姆对歌曲的歌词和史密斯持相同看法，但他赞赏了高斯林“优秀的”制作和团体“顶尖的”声音表现。BBC音乐的艾爾·福斯指出，为追求“歌曲的真实性”，1世代成员在《小事情》中放弃了他们的个性。《纽约时报》的喬恩·卡拉曼尼卡批评希兰的词曲创作“在受这种优秀的组合控制时却变得反常地粗制滥造”。
《衛報》的亚历克西斯·彼得里迪斯对《小事情》持不同看法，他认为这首歌曲“明显比专辑的其它歌有着更精致的歌词和情感表达。”《波士頓環球報》的编辑莎拉·罗德曼则认为这首“精品”歌曲是专辑中最有价值的一首歌。Allmusic的马特·科拉表示这首抒情歌是“超脱1世代公认青涩的声音中的一首成熟”歌曲。數碼間諜的羅伯特·科普塞则视《小事情》为团体“略微成熟的标志”。
在2013年青少年选择奖，歌曲赢得了“音樂票選獎：情歌”。

## 商业成绩
《小事情》于2012年11月15日空降爱尔兰单曲榜第二名，成为1世代在该国第5首进入前十的单曲。歌曲于2012年11月18日空降英國單曲榜冠军，是1世代在该国第2首冠军单曲。2015年8月，歌曲在英国已经售出超过518,000份，成为团体在该国第三畅销的歌曲。目前，歌曲已获英国唱片业协会白金认证。此外，歌曲在比利时瓦隆尼亚地区、丹麦、瑞典、和瑞士进入了前40名。在欧洲的其它地区，如奥地利、比利时法兰德斯地区、法国、德国和斯洛伐克，歌曲则取得了相对较低的排位。
2012年11月25日，歌曲以第9名的排位亮相澳大利亚单曲榜，成为了团体在该国第4支进入前十的单曲。次周，歌曲排位保持不变。2013年年初，歌曲以210,000份销量被澳大利亚唱片业协会认证为3白金唱片。在新西兰，歌曲于2012年11月19日空降该国单曲榜亚军，是团体在当地第3支进入前5的单曲。次年年初，歌曲以7,500份销量在该国获得金唱片认证。
在北美，歌曲以加拿大百强单曲榜最高排位第20名的成绩成为1世代在加拿大的第4支进入单曲榜前40的单曲，以91,000份首周销量空降美国《告示牌》百强单曲榜第41名。由于歌曲在于2012年12月30日结束的那一个星期取得了153,000次的下载量，歌曲在美国取得了第33名的最高排位，成为团体在该国单曲榜第4支进入前40的单曲。歌曲在《告示牌》音乐分榜单流行歌曲榜和百强电台歌曲榜分获19和61的最高排位。2013年1月7日，歌曲在美国获得超过502,000份销量。同年5月9日，歌曲以1,000,000份销量被美國唱片業協會认证为白金唱片。

## 音樂錄影帶
《小事情》的音樂錄影帶由沃恩·阿內爾導演，以黑白效果錄製，具有纯粹主義的風格。2012年10月15日，湯姆林森在Twitter上证实录像带正在制作中。次日，团体成员泽恩·马利克宣布录像带已拍摄完成。在录像带首播前5日，1世代每天都会在线上发布一段录像带花絮的短片，而那几天中每天都会有一名团体成员宣布距离录像带首播还剩多少天。11月2日，歌曲的官方录像带正式上载至团体YouTube的Vevo账号。

音乐录像带以黑白效果录制，具有纯粹主义的风格。在录像带中，1世代在录音室里弹唱本歌曲。

音乐录像带包含纯粹主義的概念。在录像带中，1世代在录音室里弹唱本歌曲。阿內爾在2012年11月接受MTV新闻的采访时表示不想为录像带做出多余的东西，他表示“当我第一次听到这首歌时，（我感觉）歌曲的混成是那么简单和纯粹，你能听到歌曲歌声的所有特质。我就想做一些当观众观看时，就几乎只听着男孩们坐在那里唱歌的东西。”阿內爾最终想以录音室为背景设置，他认为这是“达到这种效果最纯粹的办法”。他亦希望录像带在没有“任何多余东西”的条件下“尽可能不那么做作”。虽然阿內爾表示录像带也许看起来很简单，但事实上，录像带的拍摄超过了12小时。阿內爾说这是他做过的“最困难的事情之一”。由于他希望能“获取不同种的拍摄、不同的角度和不同的特性”，团体成员在拍摄现场表演了“一次又一次”。为抓住这首歌的精髓，阿內爾还决定以黑白效果拍摄这部影片。他希望能让观众感觉1世代就在自己跟前唱歌，当观众观看这部影片的时候，1世代“就像与你有着细微的眼神交流一般”。
在录像带发行后，“#LittleThingsOnVEVO”成为了Twitter热门趋势第一名。在录像带及其预告片发行期间，Vevo的美国播放次数增长了138%，Facebook的美国互动次数也增长了159%。由于录像带的发行，团体登上了《告示牌》五十强社交榜冠军。MTV新闻的约瑟琳·维娜认为影片“为这首抒情歌曲锦上添花”。Idolator的山姆·兰斯基表示录像带非常“甜蜜”，与《青春不留白》形成了鲜明的对比，但其最终效果让人有点困倦。《赫芬顿邮报》的评论赞赏了影片的“低调与随意”，并称“影片亲近的感觉完美地衬托了歌曲甜蜜的歌词”。

## 现场表演
1世代于2012年11月8日在《X音素美国版》表演了《小事情》和《青春不留白》。同月11日，团体又在该节目英國版表演了前者。11月13日，在电视节目《今天》上，团体于洛克斐勒中心面向约15,000名表演了本歌曲以及《妳如此美麗》、《青春不留白》和《亲吻你》。同月16日，他们在英国广播公司慈善节目《帮助儿童2012》表演了本歌曲和《青春不留白》。此外，团体还在英国节目《惊喜！惊喜》表演了本歌曲。团体在节目中的表演于10月21日录制，于11月18日播出。在伊丽莎白二世出席的2012年皇家大匯演和《X音素澳大利亚版》，团体也表演了本歌曲。《小事情》是团体于2012年12月3日在麦迪逊广场花园特别演出的表演曲目之一，也名列他们3场巡演：青春滿屋巡迴演唱會、青春在哪裡巡迴演唱會和青春再前進巡迴演唱會的表演清单。

## 幕后人员
- 紅髮艾德 — 词曲创作
- 費歐娜·貝文 — 词曲创作
- 汤米·库尔姆 — 和声
- 傑克·高斯林 — 制作
- 克里斯·伦纳德 — 吉他

人员名单摘自《青春滿屋》内页。

## 榜單成績和銷售認證
| 榜單 （2012年-2013年）                 | 最高 排位 |
| -------------------------------------- | --------- |
| 澳大利亚（澳大利亚唱片业协会單曲榜）   | 9         |
| 澳大利亞（《告示牌》数字歌曲榜）       | 6         |
| 奥地利（Ö3四十强单曲榜）               | 1         |
| 比利时佛兰德（Ultratop五十强单曲榜）   | 2         |
| 比利時法兰德斯（Ultratop五十强电台榜） | 1         |
| 比利时瓦隆（Ultratip榜外單曲榜）       | 5         |
| 巴西（《告示牌》巴西百强单曲榜）       | 3         |
| 巴西（《告示牌》热门流行歌曲榜）       | 17        |
| 加拿大（Canadian Hot 100）             | 20        |
| 加拿大（《告示牌》热门数字单曲榜）     | 9         |
| 丹麥（Hitlisten单曲榜）                | 1         |
| 歐洲（《告示牌》数字曲目榜）           | 2         |
| 歐洲（《告示牌》数字歌曲榜）           | 2         |
| 法国（法國唱片出版業公會單曲榜）       | 9         |
| 德国（德國官方單曲榜）                 | 8         |
| 愛爾蘭（愛爾蘭唱片音樂協會单曲榜）     | 2         |
| 愛爾蘭（《告示牌》数字歌曲榜）         | 2         |
| 以色列（媒体森林电台榜）               | 5         |
| 墨西哥（《告示牌》电台榜）             | 1         |
| 新西兰（新西兰唱片音乐协会单曲榜）     | 2         |
| 紐西蘭（《告示牌》数字歌曲榜）         | 1         |
| 蘇格蘭（官方榜单公司單曲榜）           | 1         |
| 斯洛伐克（電台百強單曲榜）             | 3         |
| 瑞典（瑞典最熱榜）                     | 1         |
| 瑞士（瑞士热门音乐榜）                 | 1         |
| 英國（官方榜单公司單曲榜）             | 1         |
| 英國（《告示牌》数字歌曲榜）           | 1         |
| 美国（《告示牌》百大單曲榜）           | 33        |
| 美國（《告示牌》Pop Airplay）          | 18        |

| 地區                                  | 认证    | 认证单位/销量 |
| ------------------------------------- | ------- | ------------- |
| 澳大利亚（澳大利亚唱片业协会）        | 2× 白金 | 140,000^      |
| 加拿大（加拿大音乐协会）              | 白金    | 80,000^       |
| 墨西哥（墨西哥音像製品協會）          |         | 30,000*       |
| 新西兰（新西兰唱片音乐协会）          | 金      | 7,500*        |
| 挪威（國際唱片業協會挪威分会）        | 2× 白金 | 20,000*       |
| 英国（英国唱片业协会）                | 白金    | 600,000‡      |
| 美国（美國唱片業協會）                | 白金    | 1,000,000^    |
| *僅含認證的實際銷量 ^僅含認證的出貨量 |         |               |

| 榜單 （2012年）            | 排位 |
| -------------------------- | ---- |
| 英國（官方榜单公司单曲榜） | 65   |
| 榜單 （2013年）            | 排位 |
| 加拿大（加拿大百强单曲榜） | 99   |

## 發行歷史
| 國家   | 日期          | 形式     | 廠牌 |
| ------ | ------------- | -------- | ---- |
| 意大利 | 2012年12月3日 | 主流電台 | 索尼 |

## 外部連結
- YouTube上的官方音樂錄影帶